# Xã Deer River, Quận Itasca, Minnesota
Xã Deer River (tiếng Anh: Deer River Township) là một xã thuộc quận Itasca, tiểu bang Minnesota, Hoa Kỳ. Năm 2010, dân số của xã này là 704 người.